# San Juan de Acre
San Juan de Acre, llamada Acco o Ptolemaida desde la Edad Antigua hasta la Edad Media, es el nombre dado por los cristianos a la ciudad que más tarde se convertirá en  Acre.

## Historia

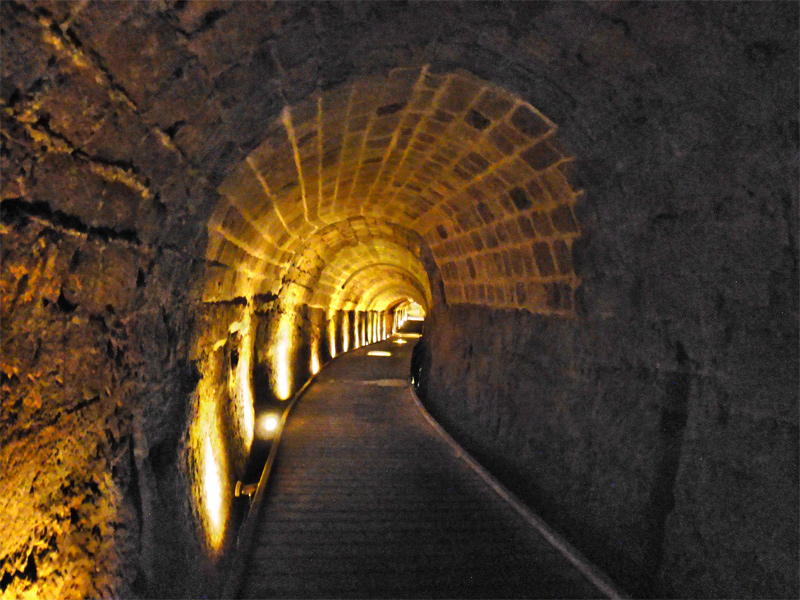
Túnel de los templarios.

Esta ciudad de Acco fue conquistada por Ptolomeo II, soberano de Egipto que la bautizó como Ptolemaida, nombre que conservará hasta la conquista latina. Fue tomada por los cruzados en 1104.  Se convirtió en el principal puerto del  reino de Jerusalén, por el que transitaban todas las mercancías, en su mayoría genovesas.  La orden de San Juan de Jerusalén le dio el nombre de San Juan de Acre. Fue ocupada  por Saladino y recuperada por los caballeros de la tercera cruzada, en 1191. La reconquista de la ciudad en 1291 por el sultán Jalil puso fin a la presencia de los europeos en Tierra Santa.